# Coppa del Re 2023-2024 (pallavolo)
La Coppa del Re 2023-2024, 74ª edizione della coppa nazionale di pallavolo maschile, si è svolta dal 15 al 18 febbraio 2024: al torneo hanno partecipato otto squadre di club spagnole e la vittoria finale è andata per l'ottava volta al Guaguas.

## Regolamento
La formula ha previsto quarti di finale, semifinali e finale.

## Squadre partecipanti
| Squadra         | Qualificazione                     |
| --------------- | ---------------------------------- |
| Almería         | 2ª al girone di andata SVM 2023-24 |
| Cisneros Alter  | 5ª al girone di andata SVM 2023-24 |
| Guaguas         | 1ª al girone di andata SVM 2023-24 |
| Manacor         | 6ª al girone di andata SVM 2023-24 |
| Melilla         | 4ª al girone di andata SVM 2023-24 |
| Río Duero Soria | 3ª al girone di andata SVM 2023-24 |
| Teruel          | 7ª al girone di andata SVM 2023-24 |
| Valencia        | 8ª al girone di andata SVM 2023-24 |

## Torneo

### Tabellone
|  | Quarti di finale | Quarti di finale | Quarti di finale |         |   | Semifinali     | Semifinali | Semifinali |  |  | Finale | Finale | Finale |  |
|  |                  |                  |                  |         |   |                |            |            |  |  |        |        |        |  |
|  | 3                | Río Duero Soria  | 0                |         |   |                |            |            |  |  |        |        |        |  |
|  | 3                | Río Duero Soria  | 0                |         |   |                |            |            |  |  |        |        |        |  |
|  | 6                | Manacor          | 3                |         |   |                |            |            |  |  |        |        |        |  |
|  | 6                | Manacor          | 3                |         | 6 | Manacor        | 1          |            |  |  |        |        |        |  |
|  |                  |                  |                  |         | 6 | Manacor        | 1          |            |  |  |        |        |        |  |
|  |                  |                  | 2                | Almería | 3 |                |            |            |  |  |        |        |        |  |
|  | 2                | Almería          | 2                | Almería | 3 | 3              |            |            |  |  |        |        |        |  |
|  | 2                | Almería          |                  |         |   |                |            |            |  |  |        |        |        |  |
|  | 7                | Teruel           | 2                |         |   |                |            |            |  |  |        |        |        |  |
|  | 7                | Teruel           | 2                |         | 1 | Almería        | 0          |            |  |  |        |        |        |  |
|  |                  |                  |                  |         |   |                |            |            |  |  |        |        |        |  |
|  |                  |                  | 2                | Guaguas | 3 |                |            |            |  |  |        |        |        |  |
|  | 4                | Melilla          | 2                | Guaguas | 3 | 1              |            |            |  |  |        |        |        |  |
|  | 4                | Melilla          |                  |         |   |                |            |            |  |  |        |        |        |  |
|  | 5                | Cisneros Alter   | 3                |         |   |                |            |            |  |  |        |        |        |  |
|  | 5                | Cisneros Alter   | 3                |         | 5 | Cisneros Alter | 1          |            |  |  |        |        |        |  |
|  |                  |                  |                  |         | 5 | Cisneros Alter | 1          |            |  |  |        |        |        |  |
|  |                  |                  | 1                | Guaguas | 3 |                |            |            |  |  |        |        |        |  |
|  | 1                | Guaguas          | 1                | Guaguas | 3 | 3              |            |            |  |  |        |        |        |  |
|  | 1                | Guaguas          |                  |         |   |                |            |            |  |  |        |        |        |  |
|  | 8                | Valencia         | 0                |         |   |                |            |            |  |  |        |        |        |  |

### Risultati

#### Quarti di finale
| 15 febbraio 2024 Pabellón Deportivo Europa, Leganés Durata: 1h:45 - Spettatori: 2 600 | Río Duero Soria | 0 - 3 | Manacor        | 22-25, 22-25, 20-25               |
| 15 febbraio 2024 Pabellón Deportivo Europa, Leganés Durata: 2h:47 - Spettatori: 1 500 | Almería         | 3 - 2 | Teruel         | 27-29, 20-25, 25-19, 29-27, 28-26 |
| 16 febbraio 2024 Pabellón Deportivo Europa, Leganés Durata: 1h:44 - Spettatori: 3 000 | Melilla         | 1 - 3 | Cisneros Alter | 25-22, 20-25, 16-25, 20-25        |
| 16 febbraio 2024 Pabellón Deportivo Europa, Leganés Durata: 1h:27 - Spettatori: 2 500 | Guaguas         | 3 - 0 | Valencia       | 25-21, 25-22, 25-21               |

#### Semifinali
| 17 febbraio 2024 Pabellón Deportivo Europa, Leganés Durata: 1h:49 - Spettatori: 3 200 | Manacor        | 1 - 3 | Almería | 25-22, 13-25, 17-25, 20-25 |
| 17 febbraio 2024 Pabellón Deportivo Europa, Leganés Durata: 1h:54 - Spettatori: 3 200 | Cisneros Alter | 1 - 3 | Guaguas | 25-27, 29-27, 17-25, 12-25 |

#### Finale
| 18 febbraio 2024 Pabellón Deportivo Europa, Leganés Durata: 1h:27 - Spettatori: 4 000 | Almería | 0 - 3 | Guaguas | 25-27, 17-25, 20-25 |

## Statistiche
| Rendimento individuale | Rendimento individuale | Rendimento individuale | Rendimento individuale |
| Pos.                   | Nome                   | Punti                  | Squadra                |
| ---------------------- | ---------------------- | ---------------------- | ---------------------- |
| 1                      | Matthew Neaves         | 81                     | Almería                |
| 2                      | Francisco de Souza     | 49                     | Guaguas                |
| 3                      | Víctor Amorim          | 44                     | Cisneros Alter         |
| 4                      | Francisco Ruiz         | 39                     | Almería                |
| 5                      | Paolo Zonca            | 36                     | Guaguas                |

| Attacchi vincenti | Attacchi vincenti  | Attacchi vincenti | Attacchi vincenti |
| Pos.              | Nome               | Punti             | Squadra           |
| ----------------- | ------------------ | ----------------- | ----------------- |
| 1                 | Matthew Neaves     | 74                | Almería           |
| 2                 | Francisco de Souza | 44                | Guaguas           |
| 3                 | Víctor Amorim      | 41                | Cisneros Alter    |
| 4                 | Francisco Ruiz     | 31                | Almería           |
| 5                 | Nicolás López      | 30                | Guaguas           |

| Muri vincenti | Muri vincenti        | Muri vincenti | Muri vincenti  |
| Pos.          | Nome                 | Punti         | Squadra        |
| ------------- | -------------------- | ------------- | -------------- |
| 1             | Jean Pascal Diedhiou | 10            | Guaguas        |
| 2             | Alejandro Ribas      | 8             | Manacor        |
| 3             | Jorge Fernández      | 6             | Almería        |
| 4             | Vitali Kobzev        | 6             | Manacor        |
| 5             | Daniel Macarro       | 6             | Cisneros Alter |

| Battute vincenti | Battute vincenti   | Battute vincenti | Battute vincenti |
| Pos.             | Nome               | Punti            | Squadra          |
| ---------------- | ------------------ | ---------------- | ---------------- |
| 1                | Paolo Zonca        | 10               | Guaguas          |
| 2                | Gabriel Del Carmen | 6                | Cisneros Alter   |
| 3                | Jorge Fernández    | 6                | Almería          |
| 4                | Francisco Ruiz     | 6                | Almería          |
| 5                | Matthew Neaves     | 5                | Almería          |